# Brundtland-Bericht
Als Brundtland-Bericht wird ein Bericht von 1987 mit dem Titel Our Common Future ‚Unsere gemeinsame Zukunft‘ bezeichnet, den die 1983 gegründete Weltkommission für Umwelt und Entwicklung der Vereinten Nationen („Brundtland-Kommission“) veröffentlichte. Die ehemalige norwegische Ministerpräsidentin Gro Harlem Brundtland hatte in dieser Kommission den Vorsitz. Der Bericht ist für seine Definition des Begriffs nachhaltige Entwicklung bekannt.

## Weltkommission für Umwelt und Entwicklung
Die Weltkommission für Umwelt und Entwicklung (World Commission on Environment and Development, WCED) wurde 1983 von den Vereinten Nationen ins Leben gerufen. Sie sollte als Sachverständigenrat einen Bericht zu den Perspektiven einer langfristig angelegten umweltverträglichen globalen Entwicklung erarbeiten. Der Kommission gehörten, neben der Vorsitzenden Gro Harlem Brundtland und ihrem Stellvertreter, dem ehemaligen sudanesischen Außenminister Mansour Khalid, 20 Mitglieder aus Entwicklungs- und Industrieländern an, überwiegend Politiker. Die Kommission arbeitete konsensorientiert. Im Jahr 1987 wurde das Ergebnis, der Brundtland-Bericht, in sechs Sprachen veröffentlicht.

## Definition nachhaltige Entwicklung
Das Konzept der nachhaltigen Entwicklung definierte die Kommission in ihrem Bericht auf zwei Arten:

„1. Dauerhafte Entwicklung ist eine Entwicklung, die die Bedürfnisse der Gegenwart befriedigt, ohne zu riskieren, daß künftige Generationen ihre eigenen Bedürfnisse nicht befriedigen können.“

Diese Definition der intergenerativen ökologischen Gerechtigkeit (Generationengerechtigkeit) ist Bestandteil aller danach vereinbarten Internationalen Umweltabkommen.

„2. Im wesentlichen ist dauerhafte Entwicklung ein Wandlungsprozeß, in dem die Nutzung von Ressourcen, das Ziel von Investitionen, die Richtung technologischer Entwicklung und institutioneller Wandel miteinander harmonieren und das derzeitige und künftige Potential vergrößern, menschliche Bedürfnisse und Wünsche zu erfüllen.“

Diese Definition wird seltener zitiert. Sie beinhaltet die Forderung einer ganzheitlichen Verhaltensänderung, die deshalb politisch weniger konsensuale Anerkennung findet.

## Wirkung des Brundtland-Berichts
Die Veröffentlichung des Brundtland-Berichts gilt als der Beginn des weltweiten Diskurses über Nachhaltigkeit bzw. nachhaltige Entwicklung. Der Bericht wurde in viele Sprachen übersetzt. Er ist eines der am häufigsten zitierten Werke der Umwelt- und Entwicklungsliteratur. Auf seine Veröffentlichung folgte 1989 die Einberufung der Konferenz der Vereinten Nationen über Umwelt und Entwicklung (als Rio-Konferenz oder Erdgipfel bekannt), die im Jahr 1992 in Rio de Janeiro stattfand. Der Brundtland-Bericht sollte in internationales Handeln umgesetzt werden, hierfür wurde die Agenda 21 beschlossen.